# Jan van der Hoeven
Jan van der Hoeven (Assebroek, 3 de novembre del 1929 - Bruges, 18 de desembre del 2014) fou un futbolista, professor d'història i escriptor belga majoritàriament de poemes. La seva poesia és sobretot experimental i comença als anys 50. Va fer poesia seriosa, però també satírica. A Jan van der Hoeven li agradava molt jugar amb la melodia del poema perquè un altre aspecte que li fascinava a part de la poesia era la música. Si ens mirem els seus poemes veurem que sempre hi ha una rima molt marcada i que sempre juga amb els sons de les paraules.

## Biografia
Fill de Dirk van der Hoeven i Flora Priem i germà de Fernando van der Hoeven era el més petit de la família. La família del seu pare provenia del poblet Ouderkerk aan de Amstel (Holanda) i la de la seva mare de Bruges, on ell va néixer. Tenir un avi neerlandès va tenir molta influència en la seva vida pel que fa al món de les lletres i la literatura, donada la coneguda habilitat especial dels holandesos amb la seva llengua. La seva altra afició era l'esport, especialment el futbol, encara que també se sabia defensar a la pista de tenis. De jove la seva primera carrera va ser com a jugador de futbol al primer equip del Cercle Brugge on va jugar des del 1943 fins al 1960 i després se'n va anar a jugar al Sportvereniging Diksmuide des del 1960 fins al 1965 per a acabar la seva carrera com a futbolista. Va compaginar els seus estudis universitaris i més tard la seva feina com a professor amb la seva carrera esportiva. Quan va acabar la seva carrera com a jugador es va casar amb l'alemanya Gertrud Margaret Palm i se'n va anar a viure uns anys a Alemanya plegats. Van tornar al cap de dos anys i se'n van anar a viure a Bèlgica, altre cop, en una casa just als afores de Bruges. Allà van tenir tres fills, dues nenes i un nen, Saskia, Katarina i Klaas.
Donava classe d'història al Vrij Technisch Instituut Brugge (VTI) a mitja jornada i així tenia temps per dedicar-se a la literatura i a la poesia. En Jan també col·laborava amb diferents revistes, tant literàries com culturals. A part de poesia també va escriure alguns monòlegs per teatre com Simonne que més tard s'han representat. Fa poc encara se n'ha fet alguna representació. A part d'això Jan també va escriure diferents textos per a cançons, guions per a dibuixos animats i textos publicitaris. Un cop jubilat i com que Jan era bastant més gran que la seva dona, tenia tot el dia per dedicar-s'hi a temps complet. Es va dedicar, sobretot, a escriure poemes que era una cosa que sempre li havia agradat.

## Obres selectes
- Projektieschrijven (1957)
- Te woord staan (1959)
- Lecina je land (1961)
- Elementair (1963)
- Hagel en blank (1968)
- Anarchipel (1977)
- Knoop voor knoop (1986)
- Nuange en andere gedichten (1995)
- Vagant (2007)

Alguns poemes, no llibres sencers, s'han traduït a l'alemany i/o al castellà.